# Grenvillské vrásnění

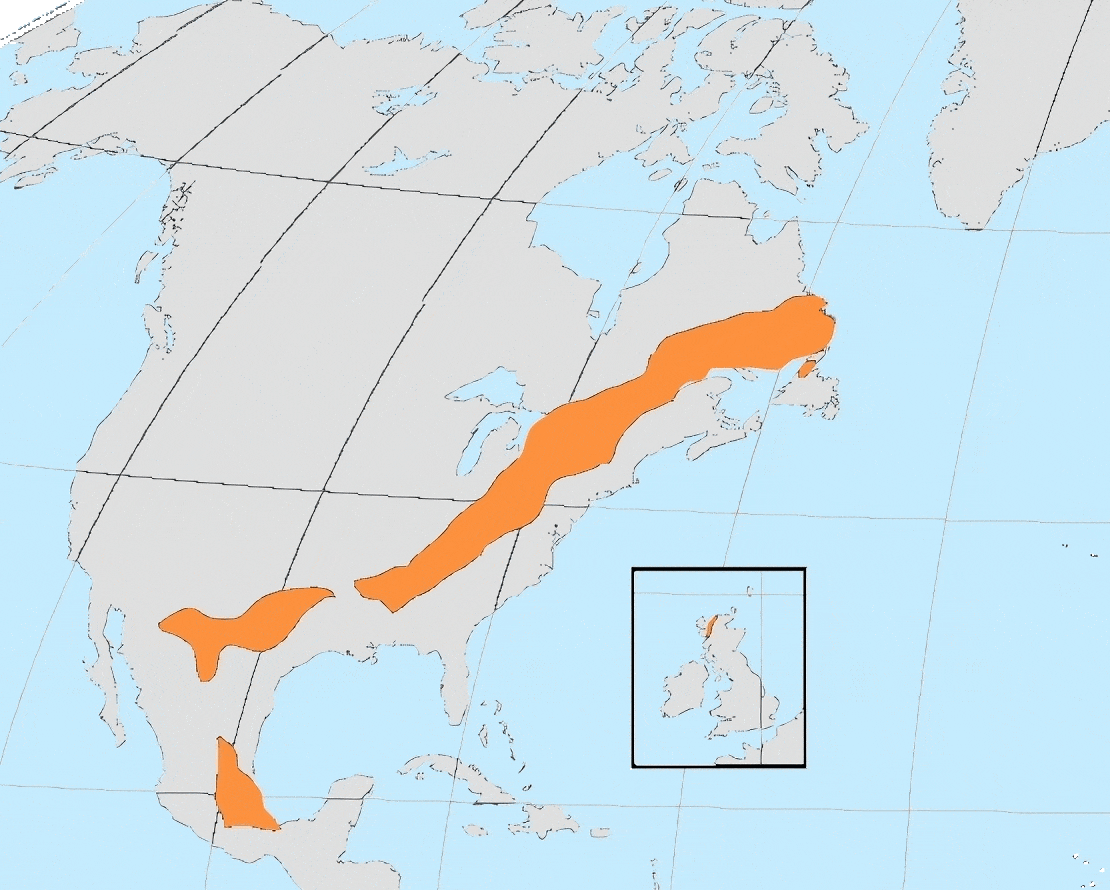
Průběh grenvillské orogeneze vyznačen oranžově na mapě Severní Ameriky dle práce Tollo a kolektiv (2004) a Darabi (2004)

Grenvillské vrásnění či grenvillská orogeneze byla dlouhotrvající orogeneze probíhající v mezoproterozoiku, která byla spojena s existencí superkontinentu Rodinie. Během orogeneze vzniklo rozsáhlé pásemné pohoří, které zabíralo velkou část Severní Ameriky od ostrova Newfoundland až po Mexiko, ale jeho pozůstatky je možné vidět i ve Skotsku nebo v Hondurasu. Grenvillské vrásnění proběhla během středně pozdního mesoproterozoika před přibližně 1250 až 980 milióny lety a je možné jí v současnosti pozorovat v podstatě celosvětově, ale pouze procesy odehrávajíc se v jižní a východní části Laurentie se označují jako grenvillská. V Africe se pro tuto orogenezi používá název kibarská orogeneze, v západní Evropě dalslandská orogeneze a na Sibiři pak uralská orogeneze.

## Časová posloupnost
Současné datování grenvillské orogeneze dle Toby Riverse se opírá o dobře zachovalou oblast grenvillské provincie, která představuje jednu z nejlépe zachovaných orogenezí. Tato klasifikace představuje klasické grenvillské pojmenování pokrývající dva oddělené orogenní cykly: rigoletský, ottawský a shawiniganský orogén tvoří dohromady grenvillský cyklus a elzevirský orogén je pojímán jakožto cyklus samostatný. Vzhledem k rozsáhlé oblasti, kde orogeneze probíhala, se místy projevují rozdíly v době události napříč pohořím. Místní odchylky od datace určené Toby Riversem jsou podrobněji popsány na obrázku.

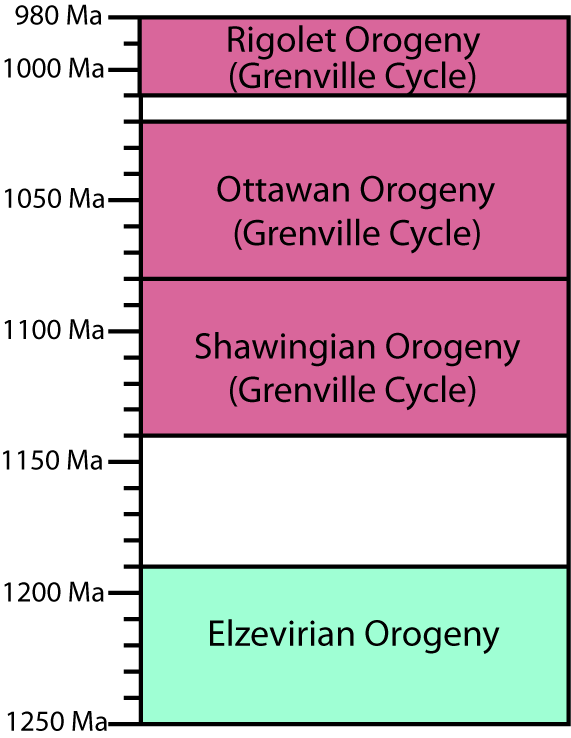
Posloupnost grenvillské orogeneze dle Riverse (2002)

## Obecná charakteristika
Rekonstrukce vzniku a průběhu orogeneze je předmětem vědeckých výzkumů, ale všeobecně uznávaný názor je ten, že východní a jižní okraj Laurentie bylo aktivní konvergentní rozhraní již od počátku kontinentální kolize. Tento druh subdukce (typ B) vede k tomu, že se subdukující deska zasunuje pod druhou desku, čímž dochází ke vzniku ostrovních oblouků na svrchní desce nebo nedaleko okraje nasouvající se desky v aktivní subdukční zóně, čemuž napovídají důkazy ostrovních oblouků o stáří 1300 až 1200 miliónů let v grenvillském orogénu. V současnosti je možné podobný proces pozorovat v Andách, kde dochází k subdukci pacifické desky pod jihoamerickou desku. Před přibližně 1190 až 980 milióny let (přesné datování se liší vzhledem k rozdílným oblastem) kolidovaly s Laurentií dva rozdílné kontinentální bloky, které způsobily vyvrásnění pohoří odpovídajíce současným pochodům tvořící Himálaj. Toto období vrásnění a metamorfózy nebylo souvislé, ale bylo přerušováno poměrně klidným období, kdy došlo ke vzniku AMCG (anglická zkratka ze slov anortozit, mangerit, charnockit a granit) plutonů. To, jestli se deska subdukovala či byla svrchní, se měnilo v závislosti na oblasti a čase. Některé ostrovní oblouky byly vmístěny na Laurentii subdukcí, jiné byly připojeny až během orogeneze. Průběh těchto procesů je možné pozorovat během polních prací, ale i za pomoci analýzy pomocí iontové mikrosondy (SHRIMP) i pomocí hmotového spektrometru s ionizací z pevné fáze (TIMS).

## Obecná geologie
Dnes je grenvillský orogén ohraničený severozápadními pásemnými pohoří a oblastmi s vysokotlakým režimem či magmatismem spojeným s AMCGS. Metamorfóza se projevuje hlavně ve facii amfibolitové a granulitové, jenž je od středně až vysoko teplotní a tlaká. Na některých místech je možné pozorovat eklogitizované metagabra (vysokotlaké ultramafické metamorfované horniny), které představují oblasti hlouběji ponořené do kůry a/nebo oblasti nejsilnější kolize. Napříč orogénem jsou tyto oblasti vysokotlakých metamorfních hornin přerušeny intruzivními AMCG plutony, většinou interpretovány jako před či posttektonického stáří. AMCG plutony jsou obecně spojeny s astenosférickým výzdvihem pod oslabenou litosférou. Je to odvozeno od teorie, že AMCG plutony jsou řízeny olivínicko tholeitickými bazalty na podloží kontinentální kůry během tektonického roztažení.

## Regionální variace
Pro pochopení vzniku grenvillské orogeneze je potřeba zkoumat orogenezi v menším měřítku, proto se rozděluje na čtyři hlavní oblasti: jižní část v Texasu a Mexiku, Appalačské pohoří, Adirondack Mountains a grenvillskou provincii v Kanadě. Část orogeneze se vyskytuje taktéž ve Skotsku, které bylo ale odděleno od Severní Ameriky otevřením středooceánského hřbetu a vznikem Atlantského oceánu.

### Texas a Mexiko
Texas a Mexiko představují jižní hranici Laurentie a pravděpodobně zde došlo ke kolizi s jiným kontinentem, než tím, který se podílel na východní kolizi. Zapotecánský orogénu v Mexiku vznikl společně s pozdějšími stupni grenvillské orogeneze a obecně se všechny považují za jediný společný cyklus orogeneze. Mezoproterozoické vyvřelé protolity (metamorfované z granulitové facie během orogeneze) spadají do dvou skupin v Mexiku staré asi 1235–1115 a 1035–1010 miliónů let. Horniny první skupiny mají geochemické známky vedoucí k ostrovním obloukům či zaobloukovému bazénu. Pozdější skupina hornin napovídá spojitosti s AMCG magmatismem. Tyto horniny spojené s AMCG jsou v rámci grenvillského orogénu atypické a v současnosti není známo, která orogeneze vedla k jejich vmístění. Předpokládá se, že subdukce pod okrajem Laurentie (v současnosti na území Texasu a v severní části Mexika) skončila před 1230 milióny let a následně došlo k otočení subdukce, což přeneslo kolizi kontinentu na sever.

### Appalačské pohoří
Appalačské pohoří obsahuje malé izolované obnažené projevy grenvillské orogeneze. Největší z nich je Shenandoah a masiv French Broad tvořící oblast Blue Ridge ve Virginii. Horniny Blue Rigde jsou tvořeny hlavně rulami horní amfibolitové a granulitové facie intrudované do charnockitových a granitoidních hornin. Vyvřelé horniny byly vmístěny pravděpodobně během třech fází před přibližně 1160 až 1140, 1112 a 1080 až 1050 milióny let.

### Adirondack Mountains
Tato oblast se skládá z masivního dómu proterozoických hornin na newyorsko-kanadském pomezí. Obě dvě, elzevirská fáze (cca 1250 až 1190 miliónů let) a ottawská orogenní fáze, jsou zdokumentované v oblasti Adirondack Mountains v podobě vysokostupňové metamorfóze hornin. Severozápadní střižná zóna odděluje dóm od vysočiny na jihovýchodě a nížin na severozápadě. Předpokládá se, že střižná zóna (Carthage-Colton) byla hranicí během ottawské fáze orogeneze, kdy došlo k nasunutí vysočin přes nížiny.

### Grenvillská provincie
Grenvillská provincie je pojmenována po vesnici Grenville v Quebecu a představuje nejmladší část kanadského štítu. Vzhledem k tomu ještě oblast neprošla žádným regionálně metamorfovaným přetiskem, a proto je oblast Grenville považována za nejlepší pro studium grenvillské orogeneze a předgrenvillské historie. Z tohoto důvodu pochází většina poznatků o grenvillské orogenezi pochází z této oblasti.